# Siertangare
De siertangare (Cyanicterus cyanicterus) is een zangvogel uit de familie van de Thraupidae (tangaren).

## Verspreiding en leefgebied
Deze soort komt voor van oostelijk Venezuela tot de Guyana's en aangrenzend noordoostelijk Brazilië.